# L'abella Maia (sèrie de televisió de 2012)
L'abella Maia (títol original en francès, Maya l'abeille; en alemany, Die Biene Maja) és una sèrie de televisió animada infantil produïda per Studio 100 Animation en associació amb ZDF per a Alemanya i TF1 per a França. També es va emetre a Sprout als Estats Units. Es basa en el personatge de l'abella Maia presentat el 1912. Aquesta és la segona adaptació animada centrada en el personatge, després de l'anime L'abella Maia que es va emetre a la dècada de 1970. S'ha doblat al català central pel Canal Super3 i al valencià per a À Punt.